# Вітні (гора)
Вітні (англ. Mount Whitney) — гора, найвища точка хребта Сьєрра-Невада, розташована в штаті Каліфорнія, США. Західний схил гори знаходиться на території Національного парку Секвоя. Гора отримала свою назву на честь американського геолога XIX ст. Джозі Вітні (англ. Josiah Whitney). Першими підкорювачами її вершини в 1873 році стали рибалки Чарльз Бегоул (англ. Charles Begole), Альберт Джонсон (англ. A.H. Johnson) і Джон Лукас (англ. John Lucas), що жили в каліфорнійському місті Лоун Пайн (англ. Lone Pine).
Вітні є першою вершиною зі списку Каліфорнійських чотирнадцятитисячників — дванадцяти гір Каліфорнії, висота яких перевищує 14 000 футів. Також це найвища точка континентальних штатів. Гора Вітні розташована всього в 123 км на захід від найнижчої точки Північної Америки — западини Бедуотер (86 м нижче рівня моря) в Долині Смерті і підіймається у висоту понад 3300 м від довколишньої долини Оуенс (англ. Owens Valley). На висоті 2548 м на схилі гори в містечку Вітні Портал (англ. Whitney Portal) закінчується щорічне важке спортивне змагання довжиною 215 км, під назвою «Ультрамарафон Бедуотер».
Гора частково куполоподібна, з зазубреними хребтами, що проходять по боках. Гора Вітні знаходиться вище лінії лісу і має альпійський клімат, тому далеко не всі рослини ростуть поблизу її вершини. Одним із прикладів таких рослин є Polemonium eximium, яка росте низько над землею.
На честь гори названо корабель у складі ВМС США: «USS Mount Whitney».

## Гірський туризм
Найпопулярнішим маршрутом на вершину гори є стежка Маунт Вітні (Mount Whitney Trail, ММВТ), що бере свій початок у містечку Вітні Портал на висоті 2548 м над рівнем моря. Дорога в обидва кінці становить 35,4 км, висота підйому 1859 м. Цей маршрут дуже популярний серед туристів, і доступ на неї обмежений у період з 1 травня по 1 листопада (60 осіб з рюкзаками й 100 чоловік без них, щоденно). Дозвіл на похід видається шляхом розігрування лотереї серед бажаючих туристів, зважаючи на те, що кількість претендентів зазвичай сильно перевищує встановлену квоту.
Зупинка на нічліг дозволена майже на всьому протязі гори, не менш ніж у 100 ярдах від води, але недолік місць для встановлення намету призвів до того, що більшість туристів збираються у двох таборах. Нижній табір, Outpost Camp, знаходиться на відстані 6,1 км від початку підйому на висоті 3159 м над рівнем моря, в лісистій місцевості відразу за галявиною Bighorn Meadow біля водоспаду. Верхній табір, Trail Camp, знаходиться на висоті 3658 м над рівнем моря, в 10,1 км від початку сходження, на гірському виступі. У верхньому таборі знаходиться останнє надійне джерело води. Сходження в середньому займає від 2 до 4 днів, хоча деякі намагаються подолати шлях за день.
Подорожуючі з рюкзаками зобов'язані мати з собою недоступний для ведмедів контейнер, який можна взяти напрокат в Міжвідомчому Центрі Відвідувачів на південь від Лоун Пайн або в магазині Вітні Портал. Хоча ведмеді грізлі вже не зустрічаються в Каліфорнії, адже були винищенні ще в 1924 році, в лісах довкола гори можна зустріти ведмедя барібала. Оскільки ведмеді часто сновигають вночі, при подорожі в нічний час корисно мати при собі яскравий ліхтар і свисток для відлякування звірів, оскільки ті бояться людської присутності. Навпаки, подорож без світла може привабити цікавих ведмедів, які відчують запах їжі. Також корисно подорожувати групою.
Одноденна подорож нагору зазвичай починається о 2-4 годині ранку. Найбільш треновані туристи можуть подолати весь шлях за 10-18 годин, а спортсмени за 6 годин. Основна стежка дуже зручна для подорожі, добре доглянута і не вимагає зимового спорядження (льодорубів або кішок) в період з 1 травня по 31 жовтня. В деякі зими у верхній частині гори іноді спостерігаються рясні снігопади. Стежка в цей час прохідна, але потрібна обережність. Сніг зазвичай тане в кінці червня — на початку липня, після помірної зими, й в середині липня — на початку серпня, після суворої. Часто буває корисно запитати у туристів, що повертаються, про погодні умови нагорі. Район гори Вітні відомий своєю непередбачуваною погодою. Загальна порада — спускатися з вершини до полудня й уникати гроз, які часто виникають у теплі дні.
Гора Вітні знаходиться всього за 12 км від великої стежки Тихоокеанський Верховинний Шлях, і більшість мандрівників, які відправляються в багатомісячний похід від Мексики до Канади, не упускають можливість зробити невеликий гак і піднятись на найвищу гору в континентальній частині Сполучених Штатів.

## Альпінізм

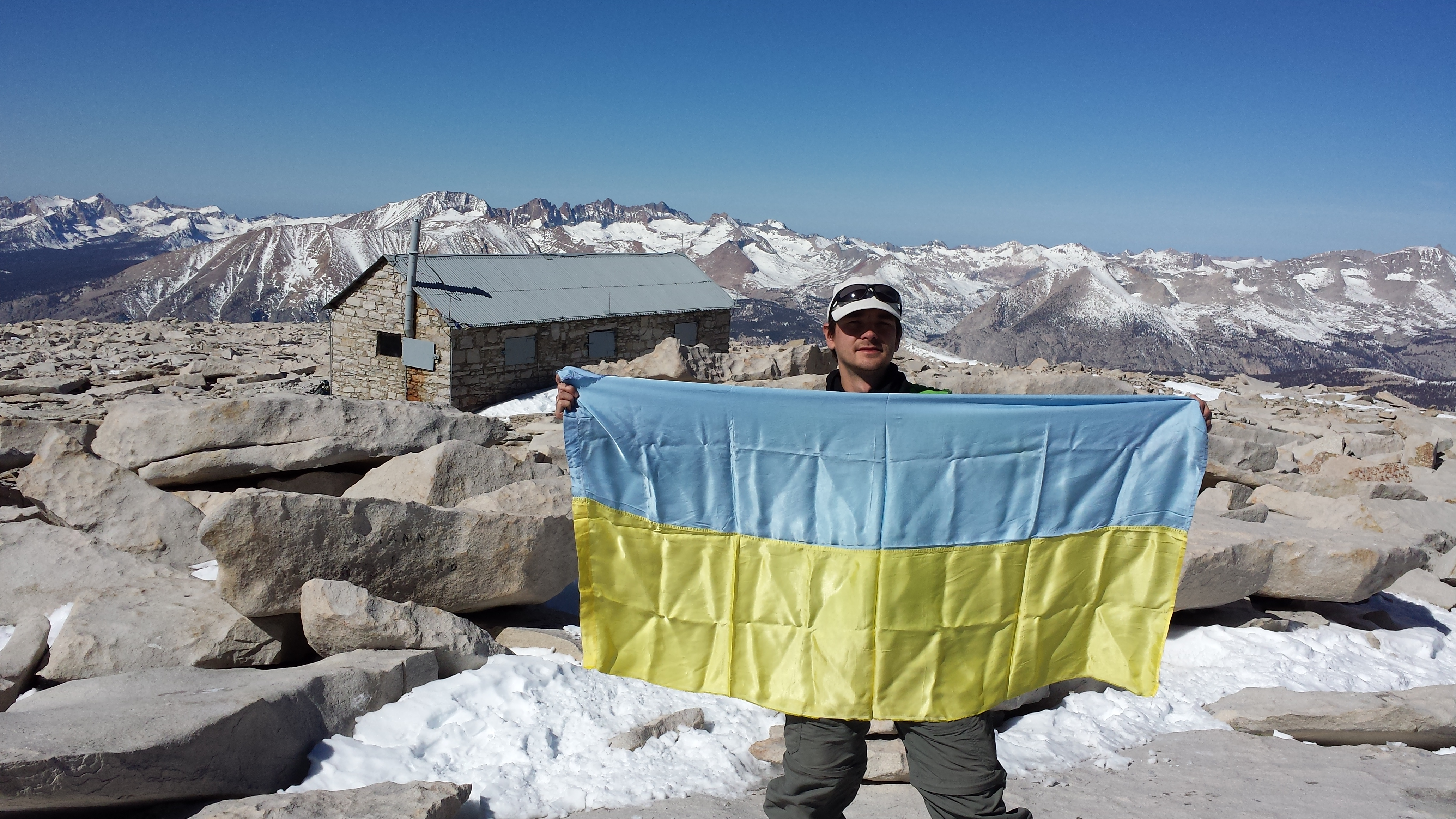
Українці Каліфорнії підкорюють Гору Вітні

Крутий східний схил гори часто використовується для скелелазіння. Шлях «Маршрут гірця», що належить до третього класу складності, вперше був пророблений Джоном М'юїром (англ. John Muir) в 1931 році. Інші більш складні маршрути варіюють до 5.10 класу складності.
На південь від основної вершини є ряд малих вершин, абсолютно непомітних на західному схилі, але на східному виглядають як ряд круч. Дві з цих вершин названі на честь учасників наукової експедиції на гору, що відбулася в 1880 році: Пік Кілер (англ. Keeler Needle) і Пік Дей (англ. Day Needle). Останній був пізніше перейменований на честь Хільди Крукс (англ. Hulda Crooks), яка щорічно підіймалася в гору до своїх 90 з хвостиком років.

## Збільшення висоти

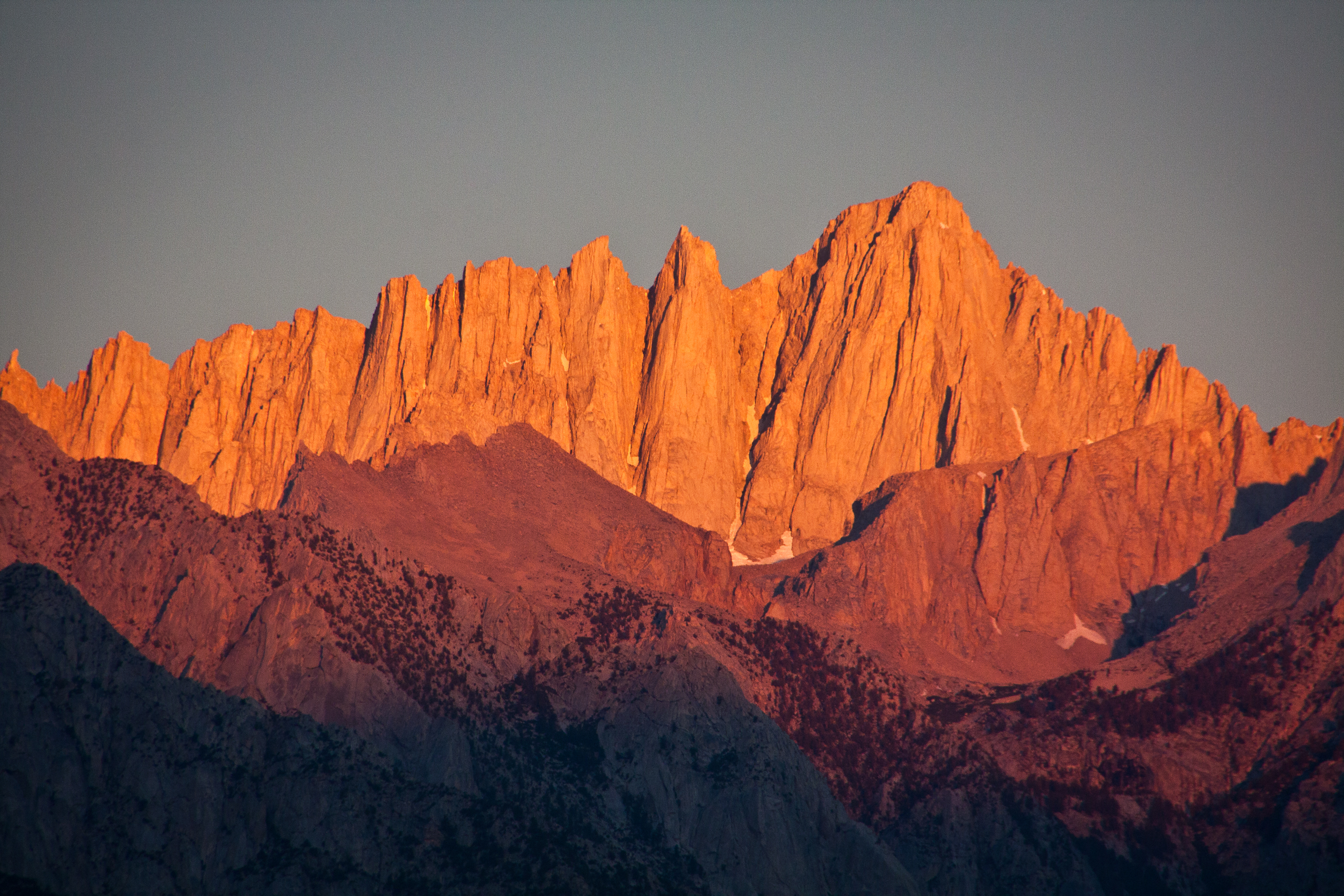
Схід сонця на Горі Вітні

Передбачувана висота гори Вітні змінилася за роки, і це сталося не через зростання гори (хоча вона поступово зростає), а через дві інші причини. По-перше, підрахунки стали більш точними. І по-друге, що більш важливо, змінилася вертикальна система координат. Вважають, що висота гори 14 494 футів. Насправді це дані 1929 року. Відтоді обчислення форми Землі (геоїда) змінилося, і остання система координат, NAVD88, була встановлена в 1988 році. Згідно з цією системою, висота гори становить 14 505 футів. На табличці, встановленій на вершині гори в 1930 році, зазначено висоту — 14 496,811 фута.